# Laqsabi Tagoust
Laqsabi Tagoust (franska: Laqsabi Tagoust (CR), Laqsabi Tagoust (Commune Rurale), arabiska: لبيار) är en kommun i Marocko.   Den ligger i provinsen Guelmim och regionen Guelmim-Oued Noun, i den centrala delen av landet, 600 km sydväst om huvudstaden Rabat. Antalet invånare är 2 538.